# Рибљи паприкаш
Рибљи паприкаш је јело које се састоји искључиво од рибе, млевене зачинске паприке, црног лука, сока од парадајза, соли и воде. Не треба га мешати са рибљом чорбом која има више састојака уз другачији начин припреме. Најукуснији је када се кува у котлићу на отвореном пламену дрвета врбе јер оно даје оптималну температуру. У Горњем Подунављу одакле ово јело води порекло најчешће се користи месо шарана. Сем шарана могу да се користе и остале речне врсте рибa.
На дно котлића ставити ситно исецкан лук, послагати комаде рибе, додати парадајз сок, воду, млевену зачинску паприку и мало соли (касније досолити по укусу). Пожељно је да се риба усоли вече пре кувања, со ће продрети у месо дајући му пунији укус, уједно спречавајући раскувавање. Уколико је риба претходно усољена пре кувања је потребно опрати рибу од вишка соли коју месо није упило.
По особи је потребно: 0,75 литара воде, 0,5 килограма шарана, 100 до 150 грама црног лука, 1 равна супена кашика млевене зачинске паприке (веома је битно да је квалитетна). Парадајз сок се додаје по укусу, у паприкаш за 4 особе додати око 1,5 децилитар. У котлић убацити целе паприке-фефероне за особе које воле да дољуте паприкаш.
Од ове количине састојака добија се два тањира густог паприкаша. Солити и заљутити по укусу. Кувати 40-45 минута. Ватра мора да буде јака и уједначена, не дозволити да паприкаш искипи. Вртити и љуљати котлић, никако мешати варјачом. Служити са домаћим тестом-резанцима.